# 塔恩阿環礁
塔恩阿環礁（Taenga），又称塔翁阿哈拉环礁（Taunga-hara），是南太平洋法屬波利尼西亞的環礁，屬於土阿莫土群島的一部分，位於馬凱莫環礁東北32公里，由马凯莫市镇管辖，長27公里、寬11公里，土地面積20平方公里，潟湖面積140平方公里，2007年人口96。

## 外部連結
- （页面存档备份，存于）
- Description （页面存档备份，存于）
- Mormons in Taenga （页面存档备份，存于）
- Atoll names

16°21′S 143°07′W / 16.350°S 143.117°W